# 占部房子
占部 房子（うらべ ふさこ、1978年1月9日 - ）は、日本の女優。小野事務所所属。千葉県出身。

## 来歴・人物
千葉県立船橋二和高等学校卒業。
高校在学中、全国高校演劇大会最優秀賞受賞作品に出演していた。
1998年に舞台『夏の砂の上』でデビュー。
2005年、主演映画『バッシング』が第58回カンヌ国際映画祭コンペティション部門に出品されたことで注目を集める。
2021年、出演作『偶然と想像』がベルリン国際映画祭銀熊賞を受賞した。同作品で第35回高崎映画祭最優秀主演俳優賞を受賞。

## 出演

### テレビドラマ
- 連続テレビ小説 ほんまもん（NHK、2001年） - 如月すず 役
- 月曜ドラマシリーズ 風子のラーメン（NHK、2003年） - 藤島愛子 役
- 愛の劇場 コスメの魔法2（TBSテレビ、2005年） - 有田エリカ 役
- ドラマ30 湯けむりウォーズ〜女将になります〜（CBCテレビ（TBS系列）、2005年） - 内村琴絵 役
- 素晴らしい世界（北海道テレビ放送、2006年）
- 大河ドラマ 風林火山（NHK、2007年） - 浪 役
- 土曜ドラマ 新マチベン 〜オトナの出番〜（NHK、2007年7月28日）
- NHKスペシャル「感染爆発〜パンデミック・フルー」（NHK、2008年1月12日） - 狭山葉子 役
- 監査法人（NHK、2008年6月14日 - 7月19日） - 若杉朋美 役
- 外事警察（NHK、2009年11月 - 12月）-　住本妙子 役
- 左目探偵EYE（日本テレビ、2010年1月23日） - 佐野美樹 役
- 水曜ミステリー9「不倫調査員・片山由美11 京都伏見・月下美人殺人事件」（テレビ東京、2011年12月21日） - 長谷川美咲 役
- HTBスペシャルドラマ 幸せハッピー（2012年12月15日、北海道テレビ） - 日下部瞳 役
- 相棒（テレビ朝日、2013年2月27日） - 村井今日子 役
- まほろ駅前番外地（テレビ東京、2013年3月8日） - キャスター 役
- プレミアムよるドラマ POWER GAME〜パワーゲーム〜 第1 - 2回（NHK BSプレミアム、2013年8月10日 - 17日） - 佐伯敬子 役
- 紙の月（NHK、2014年1月7日 - 2月4日） - 水野あかり 役
- 家族狩り 第4話 - 最終話（TBSテレビ、2014年7月25日 - 9月5日） - 実森智代 役
- アイアングランマ（2015年） - 柳沢美樹 役
- IQ246〜華麗なる事件簿〜（2016年） - 下村月代
- 連続ドラマW 北斗 -ある殺人者の回心-（WOWOW、2017年）- 森永早苗 役
- 透明なゆりかご（NHK、2018年） - 平塚美典 役
- シェフは名探偵（テレ東、2021年7月）第4,5話 館野 役
- 我らがパラダイス（2023年） - 阿部亮子 役

### その他のテレビ
- 課外授業 ようこそ先輩 「生まれた日の物語〜劇作家・演出家 鄭義信〜」（NHK、2009年） - ナレーション
- 100分de名著「新約聖書 福音書」（NHK Eテレ、2023年4月） - 朗読

### 映画
- 金髪の草原（2000年） - 日向奈々子 役
- 忘れられぬ人々（2000年） - 金山の妻 役
- 歩く、人（2001年）
- 珈琲時光（2004年）
- アンテナ（2004年） - 藤村美樹 役
- フリック（2004年）
- バッシング（2005年） - 主演・高井有子 役
- 犯人に告ぐ（2007年） - 桜川麻美役
- 素敵な夜、ボクにください（2007年） - 山本裕子 役
- しゃべれどもしゃべれども（2007年） - 実川郁子 役
- PASSION（2008年） - タカコ 役
- おのぼり物語（2010年） - 吉岡靖代 役
- 信さん・炭坑町のセレナーデ（2010年） ‐ 黒木紀子先生
- 記憶のひとしずく（2011年、短編） - 主演
- 大野リバーサイドパーク（2011年） - 主演・英里 役
- 真夜中の宴/emerger（2011年、短編） - 主演・サワ 役
- 希望の国（2012年） - 妊婦 役
- 息ぎれの恋人たち（2017年、短編） - 智恵子 役
- 東京アディオス（2019年）
- 偶然と想像（2021年） - 夏子 役[2]
- はい、泳げません（2022年） - 橘優子 役[3]
- ちひろさん（2023年） - 瀬尾みつ子 役
- 東京遭難（2023年） - 奈保子 役[4][5]
- プロミスト・ランド（2024年）[6]
- サユリ（2024年） - 神木正子 役[7]
- マンガ家、堀マモル（2024年） - 堀マリコ 役[8]
- 雪子 a.k.a.（2025年） - 大迫美香 役[9][10]
- やがて海になる（2025年公開予定）[11]

### 舞台
- 夏の砂の上（1998年　青年団プロデュース　作：松田正隆　演出：平田オリザ）
- 黒い脳みそ（1999年　絶対王様　作・演出：笹木彰人）
- 月の岬（2000年　青年団プロデュース　作：松田正隆　演出：平田オリザ）
- アメリカ（2001年　世田谷パブリックシアター　原作：フランツ・カフカ　構成・演出：松本修）
- ささやく声（2002年　世田谷パブリックシアター　作：ジョー・ペンホール　演出：松本修）
- 屋上のひと（2002年　MODE　作：北村想　演出：松本修）
- 涙の谷、銀河の丘（2003年　新国立劇場　作：松田正隆　演出：栗山民也）
- うっかり、ちょっと、きのこ島（2004年　世田谷パブリックシアター）
- 国粋主義者のための戦争寓話（2004年　演劇企画集団THE・ガジラ　作・演出：鐘下辰男）
- 花よりタンゴ（2004年　こまつ座　作：井上ひさし　演出：栗山民也）
- 島清、世に敗れたり（2005年　地人会　作：松田章一　演出：高瀬久男）
- ベルナルダ・アルバの家（2006年　THEATRE1010　作：フェデリコ・ガルシーア・ロルカ　演出：高瀬久男）
- 蝶のやうな私の郷愁（2006年　燐光群　作：松田正隆　演出：鈴木裕美）
- 路上（2007年　T Factory　作・演出：川村毅）
- ヘル（2007年　演劇企画集団THE・ガジラ　作：スエヒロケイスケ　演出：鐘下辰男）
- ローゼ・ベルント（2008年　燐光群　作：ゲアハルト・ハウプトマン　上演台本・演出：坂手洋二）
- 焼肉ドラゴン（2008年　新国立劇場　作：鄭義信　演出：梁正雄、鄭義信）
- ヤコブ・クラヴィエツキ（2009年　演劇企画体ツツガムシ　作：林竜之助　演出：大江祥彦）
- トーキング・トゥ・テロリスト（2009年　GaiaDaysFunctionBand 作：ロビン・ソーンズ　演出：古城十忍）
- 高き彼物（2009年　加藤健一事務所　作：マキノノゾミ　演出：高瀬久男）
- 罪（2010年　アル☆カンパニー　作・演出：蓬莱竜太）
- Cut（2010年　OOPARTS　作・演出：鈴井貴之）
- 罪と罰（2010年　まつもと市民芸術館　原作：フョードル・ドストエフスキー　構成・演出：田中麻衣子）
- 焼肉ドラゴン（2011年　新国立劇場　作・演出：鄭義信）
- どん底（2011年　演劇企画集団THE・ガジラ　原作：マクシム・ゴーリキー　上演台本・演出：鐘下辰男）
- うお傳説 立教大助教授教え子殺人事件（2011年　本多劇場グループ　作：山崎哲　演出：関美能留）
- 寿歌（2012年　加藤健一事務所　作：北村想　演出：大杉祐）
- ザ・シェルター（2012年　加藤健一事務所　作：北村想　演出：大杉祐）
- ヒッキー・ソトニデテミターノ（2012年10月4日〜14日、演出：岩井秀人）
- Ｍ.バタフライ（2022年6月24日 - 7月31日、新国立劇場 小劇場 他 演出：日澤雄介）[12]
- 音楽劇『不思議な国のエロス』〜アリストパネス「女の平和」より〜（2024年2月16日 - 25日、新国立劇場 小劇場 演出：稲葉賀恵）[13]
- 路上7 インパーフェクト・デイズ（2024年8月6日 - 12日、SPACE 雑遊 演出：川村毅）[14]
- 灯に佇む（2024年10月3日 - 13日、紀伊國屋ホール、演出：堤泰之）[15]
- WAR BRIDE -アメリカと日本の架け橋 桂子・ハーン-（2025年8月5日 - 9月14日、よみうり大手町ホール 他 作：古川健 脚本：日澤雄介）[16]

### CM
- 日経BP「日経ARIA」ブランドムービー
- ファブリーズ
- キヤノン デジタルEOSテクノロジー
- 第一生命保険「拝啓 お客さま 親子」篇（2007年）
- 明星食品・チャルメラ「リコーダー」篇（2009年）
- 三井住友VISAカード「これ以上のシアワセ」篇（2011年）
- HAIRGRANCE「禁断の甘髪」篇（2011年） - ナレーション
- NTTドコモ 応援学割「6年前の私＜応援＞」篇（2012年） - ナレーション* NTTドコモ 応援学割「6年前の私＜応援＞」篇（2012年）
- 千葉銀行（2023年～）

### 吹き替え
- ラビング 愛という名前のふたり（2017年） - ミルドレッド・ラビング〈ルース・ネッガ〉 役
- アド・アストラ（2020年） - ヘレン・ラントス〈ルース・ネッガ〉 役
- Yasuke -ヤスケ-（2021年） - 夏丸 役[17]

### ラジオドラマ
- 青春アドベンチャー （NHK-FM）
  - 「ネガティブハッピー・チェーンソーエッヂ」（2002年4月）  - 雪崎絵理 役
  - 「タイムライダーズ」(2017年4月）　-マディ 役
  - ベルリンは晴れているか（2020年5月18日 - 29日）[18]
  - 『ストーリーボックス ザ・マネー』(2)(3)(5)（2025年2月4日、5日、7日）[19]
- FMシアター（NHK-FM）
  - 「小さな雨」
  - 「答えは、昼間の月」
  - 「3月の招待状」
  - 「観られる女」
  - 「サバイバル」
  - 「小袖日記」
  - 「闘う女」

### ネット配信
- マジすか学園5 4・7・8話（2015年、Hulu） -  二村明美 役
- 仮面ライダーBLACK SUN（2022年10月28日、Amazon Prime Video） - 和泉美咲 役
- EVOL（2023年11月3日〈予定〉 - 、DMM TV） - アカリの母 役[20]

## 受賞
- 第35回 高崎映画祭 最優秀主演俳優賞（『偶然と想像』）[21]